# Paul Klein (Mediziner)
Paul Günther Klein (* 23. Oktober 1919 in Schäßburg, Rumänien; † 20. März 1998 in Mainz) war ein deutscher Mediziner, Mikrobiologe und Immunologe. Er war ab 1961 ordentlicher Professor für Medizinische Mikrobiologie an der Universität Mainz.

## Leben
Seine frühe Kindheit verbrachte Paul Klein, geboren als Sohn von Frida Klein, geborene Petrowitsch, und des Seminarprofessors Albert Klein, zusammen mit seinen drei Geschwistern, darunter der spätere evangelische Bischof Albert Klein, in Schäßburg. 1924 übersiedelte die Familie nach Hermannstadt, dem Heimatort des Vaters, der eine Stelle am Landeskirchlichen Lehrerseminar erhalten hatte. Von 1938 bis 1944 studierte Klein Medizin in Klausenburg, Tübingen und an der Universität Heidelberg, wo er 1947 zum Dr. med. promoviert wurde (Über die Wirkung einiger Redoxindikatoren auf die Aktivität der Cholinesterase). Danach war er als Assistenzarzt am Institut für Pathologie der Universität Karlsruhe bei Richard Böhmig (1898–1972) und am Institut für Hygiene der Medizinischen Akademie Düsseldorf bei Walter Kikuth. Er begann sich dort mit dem Komplementsystem zu befassen, was er bei einem Aufenthalt an der Cornell University vertiefte. Von 1956 bis 1961 war er Privatdozent der Medizinischen Akademie Düsseldorf. In dieser Zeit war er auch von 1959 bis 1959 Research Associate der Cornell University in New York.
Im Jahr 1961 wurde er ordentlicher Professor für Hygiene an der Johannes-Gutenberg-Universität Mainz, was er in eine Professur für Medizinische Mikrobiologie umwandeln konnte, er verfolgte aber auch weiter Forschungen in der Immunologie. Er war in Mainz Direktor des Instituts für Medizinische Mikrobiologie und wohnte in Mainz-Gonsenheim. 1990 ging er in den Ruhestand.
1965 zeigte er, dass die dritte Komponente C3 des Komplementsystems aus fünf Proteinen besteht. 1994 erhielt Klein die Robert-Koch-Medaille. Ein bekannter Schüler Kleins ist der Infektionsbiologe Stefan H. E. Kaufmann, der Klein „einen charismatischen Lehrer und Mentor, wie man ihn selten findet“ nannte.
Paul Günther Klein war ab 1949 mit Hilde Klein, geborene Ludwig, verheiratet. Er sprach neben Deutsch auch Rumänisch, Ungarisch, Französisch, Englisch und Spanisch. Er hatte vier Kinder (Joachim, Dorothea, Alexander und Stella).
Er ist nicht mit dem US-amerikanischen Pathologen und Immunologen Paul A. Klein zu verwechseln (Professor an der University of Florida).

## Schriften
- Richard Böhmig, Klein: Pathologie und Bakteriologie der Endokarditis. Springer, 1953 (Digitalisat).
- Klein Humorale Mechanismen der immunbiologischen Abwehrleistung. Westdeutscher Verlag, Köln 1968.
- Klein Bakteriologische Grundlagen der chemotherapeutischen Laboratoriumspraxis. Springer, 1957.
- Klein (Mitbegründer, Herausgeber): Helmut Hahn, D. Falke, S. H. Kaufmann, U. Ullmann: Medizinische Mikrobiologie und Infektiologie. 5. Auflage. Springer, 2005.